# Fernando Maciel Gonçalves
Fernando Maciel Gonçalves, futbolísticamente conocido como Fernandão, es un exjugador de fútbol sala español de origen brasileño . Inició su carrera futbolística en Brasil hasta el 2004, año en que recaló en el fútbol sala español y donde ha jugado en varios equipos de la Liga nacional de fútbol sala, entre ellos el F. C. Barcelona fútbol sala donde militó 7 temporadas.  La temporada  2017- 18 ha fichado por el equipo belga de Halle Gooik, donde dio fin a su carrera el pasado 17 de noviembre de 2018. Es un exjugador internacional también de la Selección de fútbol sala de España

## Carrera profesional
| Temporada | Equipo                          |
| --------- | ------------------------------- |
| 2000      | General Motors                  |
| 2001      | Ulbra                           |
| 2001      | Malwee                          |
| 2001      | Vasco da Gama                   |
| 2002      | Banespa                         |
| 2002      | Toledo                          |
| 2003      | Sao Miguel                      |
| 2004      | Joinville                       |
| 2004-2006 | Fútbol Sala Martorell           |
| 2006-2007 | Playas de Castellón Fútbol Sala |
| 2007-14   | FC Barcelona                    |
| 2014-16   | MFK Dinamo Moscú                |
| 2016-2017 | Kaos Futsal                     |
| 2017      | Pescara Calcio a 5              |
| 2017-2018 | Halle Gooik                     |

## Palmarés
Clubes
- 2 UEFA Futsal Cup  (2012, 2014) FC Barcelona
- 3 Liga Española (2011, 2012, 2013) FC Barcelona
- 1 Supercopa Española 2013 FC Barcelona
- Copa de España (2011, 2012,2013) FC Barcelona

Selección Española
- Campeón Europeo Hungría 2008
- Plata en el Mundial Brasil 2008
- Plata en el Mundial Tailandia 2012

Individual
- Pichichi de la Liga española 2005
- Mejor pívot de la Liga española 2005/06, 2006/07[4]
- Bota de Plata Europeo Bélgica 2014[5]